# Liu Yukun
Det här är en artikel om en person med kinesiskt personnamn; Liu är familjenamnet.
Liu Yukun (kinesiska: 劉宇坤), född 12 april 1997, är en kinesisk sportskytt.

## Karriär
Vid VM 2022 i Kairo tog Liu silver i 50 meter liggande gevär. Vid olympiska sommarspelen 2024 i Paris tog han guld i 50 meter gevär 3 ställningar.